# 盧霍韋 (瓦西里夫卡區)
47°29′31″N 35°22′43″E / 47.49194°N 35.37861°E
盧霍韋（烏克蘭語：Лугове）是位於烏克蘭東南部的村莊，由扎波羅熱州瓦西里夫卡區的瓦西里夫卡市鎮負責管轄。該村距離卡霍夫卡水庫4公里，始建於1900年，面積18.12平方公里，海拔高度75米，2001年人口492。